# Gnaeus Pompeius Strabo
Gnaeus Pompeius Strabo (* um 135 v. Chr. in Picenum; † 87 v. Chr.) war Politiker der späten römischen Republik. Er wurde der erste seines Zweiges der Familie der Pompeii, der in Rom – trotz der Vorurteile des Senats gegen homines novi – zum Senator aufstieg. Nachdem er sein militärisches Talent bewiesen hatte, absolvierte Strabo den cursus honorum.

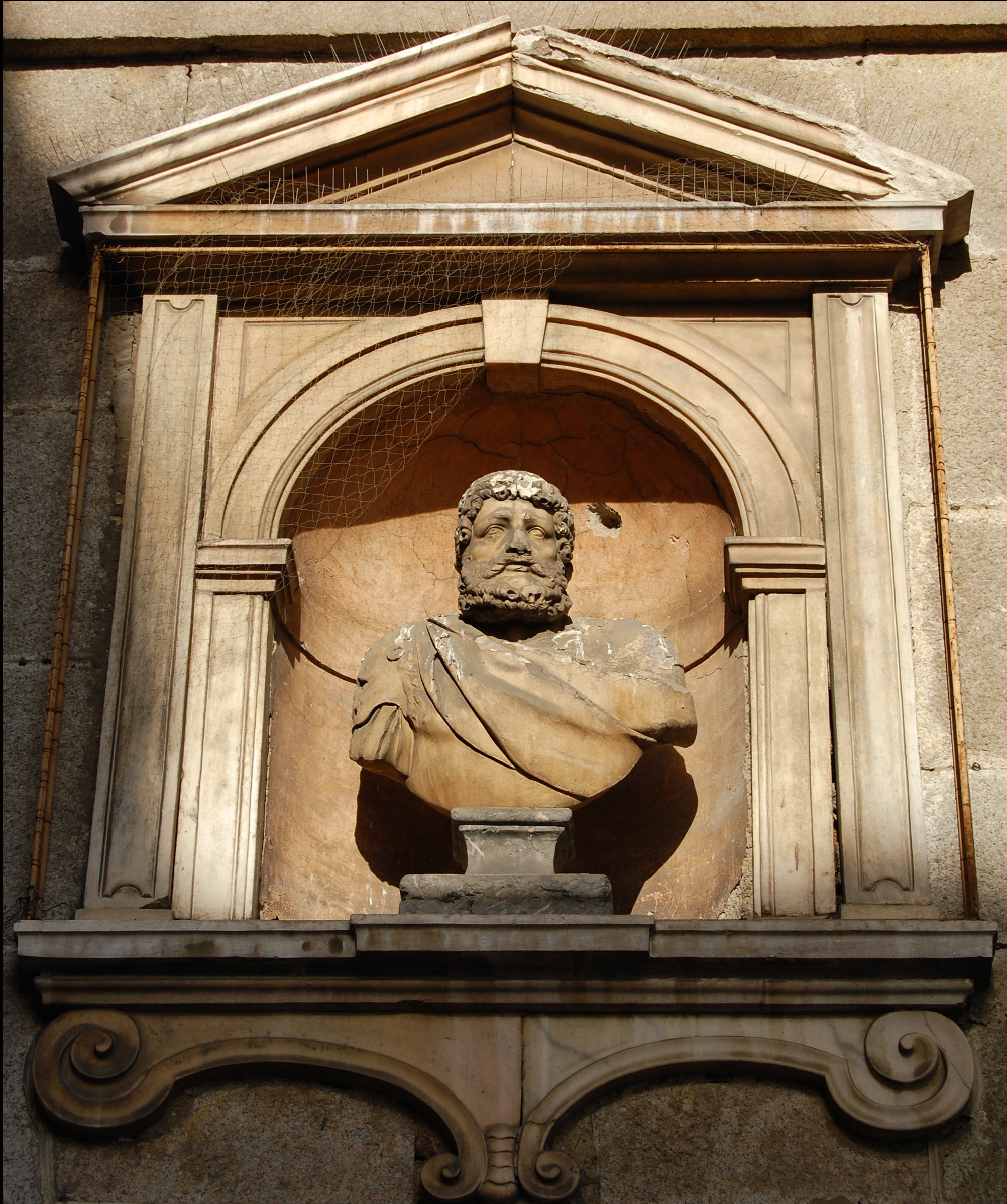

Im Bundesgenossenkrieg kämpfte er 90 v. Chr. als Legat unter dem Konsul Publius Rutilius Lupus. Strabo begann mit der Belagerung von Asculum, die er auch als Konsul des folgenden Jahres 90 v. Chr. fortsetzte. Er befehligte die römischen Kräfte gegen die italischen Bundesgenossen auf dem nördlichen Kriegsschauplatz. Seine drei Legionen wurden entscheidend für den Sieg Roms. Nach der Eroberung Asculums und dem Tod seines Kollegen Lucius Porcius Cato übernahm Strabo das Kommando gegen die Marser. Er feierte im Dezember 89 v. Chr. einen Triumph de Asculaneis Picentibus. 
Nach dem Ende des Krieges zog sich Strabo mit den meisten seiner Veteranen als Prokonsul nach Picenum zurück. Der Konsul des Jahres 88 v. Chr., Quintus Pompeius Rufus, wurde bei dem Versuch umgebracht, das Kommando über Strabos Truppen zu übernehmen. 87 v. Chr. kam Strabo Sullas Bitte um Hilfe gegen Gaius Marius und Lucius Cornelius Cinna nach. Er belagerte Rom, starb aber, bevor eine Schlacht geschlagen wurde. Über seinen Tod gibt es zahlreiche Versionen. Am wahrscheinlichsten ist, dass er sich mit einer Seuche infizierte (nach einer anderen Beschreibung soll er vom Blitz getroffen worden sein). Strabos Sohn Gnaeus Pompeius Magnus führte seine Legionen wieder zurück nach Picenum.
Nach ihm wurden die Städte Alba Pompeia und Laus Pompeia benannt.